# کیم (فیلم ۱۹۸۴)
کیم (به انگلیسی: Kim) یک فیلم تلویزیونی بریتانیایی ماجراجویی محصول سال ۱۹۸۴ به کارگردانی جان دیویس و بر اساس رمان کیم اثر رودیارد کیپلینگ در سال ۱۹۰۱ است. در این فیلم پیتر اوتول، برایان براون، جان ریس-دیویس، نادره، جولیان گلاور، جلال آقا، راج کاپور و راوی شت در نقش اصلی به ایفای نقش پرداخته‌اند.

## خلاصه داستان
یک بچه خیابانی در هند، در سال‌های آخر قرن نوزدهم، که خود را یک هندی می‌داند، اما در واقع یک بریتانیایی است. بریتانیایی‌ها منشأ واقعی او را کشف می‌کنند و او را به عنوان جاسوس آموزش می‌دهند و …

## تولید
فیلمبرداری در اکتبر ۱۹۸۳ انجام شد.
داستان در چندین مکان فیلمبرداری شده در هند می‌گذرد، مانند مرز شمالی، پادگان لاهور، پادگان بونار، پادگان چتر، دهلی، شهرامپور و کوه‌های هند در نزدیکی هیمالیا برای صحنه‌های پایانی نبرد با جاسوسان روسی. فیلمبرداری استودیویی در لندن بود.

## پاسخ انتقادی
نیویورک تایمز می‌گوید: «طرح داستان به‌طور گیج‌کننده‌ای پیش می‌رود» و اینکه فیلم «هنوز به عنوان یک سرگرمی خانوادگی خوب عمل می‌کند».